# Helminthostachys dulcis
Helminthostachys dulcis là một loài dương xỉ trong họ Ophioglossaceae. Loài này được Kaulf. mô tả khoa học đầu tiên năm 1822.
Danh pháp khoa học của loài này chưa được làm sáng tỏ. 